# Павел (Белокрылов)
Епи́скоп Па́вел (в миру Вале́рий Ива́нович Белокры́лов; 12 июля 1962, Первомайский, Воткинский район, Удмуртская АССР) — архиерей Русской православной церкви, епископ Сарапульский и Можгинский.

## Биография
Родился 12 июля 1962 года в посёлке Первомайский Воткинского района Удмуртской АССР. Крещён в младенчестве.
В 1978 года окончил восемь классов Первомайской средней школы и поступил в Воткинский машиностроительный техникум по специальности «Электрооборудование промышленных предприятий», где проходил обучение в 1978—1981 годы. В эти годы был прихожанином Спасо-Преображенского храма города Воткинска. В 1981—1984 годы учился в Свердловском пожарно-техническом училище МВД СССР (ныне Институт противопожарной обороны МЧС). По окончании присвоено звание лейтенанта внутренней службы МВД СССР.
После окончания училища в 1984 году направлен на службу в Специальное управление пожарной охраны № 80 по охране особо важных объектов на Воткинский машиностроительный завод. Служил на различных должностях начальствующего состава: начальник караула, заместитель начальника части, начальник части. В 1985—1989 годы учился в Высшей инженерной пожарно-технической школе МВД СССР (ныне Академия МЧС). Заочно окончил четыре курса. По благословению духовника архимандрита Ювеналия (Рожина) в 1989 года ушёл в отставку по собственному желанию.
29 октября 1989 года в Свято-Троицком кафедральном соборе Ижевска епископом Ижевским и Удмуртским Палладием (Шиманом) рукоположен в сан диакона, 19 ноября того же года там же — в сан иерея. Направлен на пастырское служение в Воскресенский храм города Сарапула.
5 ноября 1990 года освобожден от обязанностей клирика Воскресенского храма города Сарапула и назначен настоятелем храма блаженной Ксении Петербургской города Сарапула. Храм использовался как склад воинской части и был передан Церкви в руинированном состоянии. После восстановления и освящения храма 24 декабря 1992 года епископом Палладием освобождён от обязанностей настоятеля храма блаженной Ксении Петербургской города Сарапула и назначен настоятелем Спасо-Преображенского храма города Воткинска и благочинным Воткинского округа Ижевской епархии. В 1994 году возведён в сан протоиерея.
В 1990—1995 годы заочно обучался в Московской духовной семинарии. Заочно учился в Ижевском государственном техническом университете: в 1992—1997 годы по специальности «технология машиностроения», инженер, в 2000—2005 годы — «экономика и управление на предприятии (машиностроения)», экономист-менеджер.
В 2004—2007 годы — по совместительству настоятель храма пророка Иоанна Предтечи села Сюрсовай Шарканского района Удмуртии. В 2005 года по благословению архиепископа Ижевского и Удмуртского Николая (Шкрумко) занимался реставрацией и восстановлением собора Благовещения Пресвятой Богородицы города Воткинска. 11 апреля 2006 года назначен настоятелем и председателем приходского совета собора. В 2008—2013 годы — по совместительству настоятель прихода храма великомученика Георгия Победоносца города Воткинска, В 2015—2018 годы — по совместительству настоятель прихода Свято-Троицкого храма посёлка Новый Воткинского района Удмуртии.
24 февраля 2016 года указом митрополита Ижевского и Удмуртского Викторина освобождён от должности настоятеля собора Благовещения Пресвятой Богородицы города Воткинска с оставлением в должности председателя приходского совета и ключаря собора.
8 июля 2018 года духовником Ижевской епархии архимандритом Иларионом (Корляковым) в храме Тихвинской иконы Божией Матери в села Паздеры пострижен в монашество с наречением имени Павел в честь апостола Павла. Был причислен к монашеской братии при приходе Тихвинского храма села Паздеры с сохранением всех церковных послушаний.
В 2019 году окончил магистратуру при Казанской духовной семинарии, защитил магистерскую диссертацию на тему «Церковная жизнь на территории современного Воткинского благочиния Ижевской епархии в период 1917—1941 гг.».
В 2019 года обучался на курсах повышения квалификации в Общецерковной аспирантуре и докторантуре по программе «Организация работы сотрудников, ответственных за взаимодействие с Вооруженными силами и правоохранительными органами».
19 марта 2020 годы назначен руководителем отдела по взаимодействию с Вооружёнными силами и правоохранительными учреждениями Ижевской епархии.
13 октября 2022 года решением Священного Синода Русской православной церкви был избран епископом Сарапульским и Можгинским.
17 октября 2022 года за богослужением в Михаило-Архангельском кафедральном соборе Ижевска митрополитом Ижевским и Удмуртским Викторином (Костенковым) был возведён в сан архимандрита.
5 ноября 2022 года в Тронном зале Храма Христа Спасителя в Москве был наречён во епископа Сарапульского и Можгинского
6 ноября 2022 года в храме равноапостольного великого князя Владимира, главного храма войск национальной гвардии Российской Федерации, в Балашихе хиротонисан во епископа Сарапульского и Можгинского. Хиротонию совершили: Патриарх Кирилл, митрополит Крутицкий и Коломенский Павел (Пономарёв), митрополит Воскресенский Дионисий (Порубай), митрополит Ижевский и Удмуртский Викторин (Костенков), епископ Балашихинский и Орехово-Зуевский Николай (Погребняк), епископ Глазовский и Игринский Виктор (Сергеев), епископ Переславский и Угличский Феоктист (Игумнов).
С 13 по 18 ноября 2023 года в Московской духовной академии прошёл курсы повышения квалификации для новопоставленных архиереев Русской православной церкви.